# Joyce Yakubowich
Joyce Yakubowich, z domu Sadowick (ur. 29 maja 1953 w Burnaby, zm. 24 marca 2024) –  kanadyjska lekkoatletka, sprinterka, mistrzyni igrzysk panamerykańskich i medalistka igrzysk Brytyjskiej Wspólnoty Narodów, dwukrotna olimpijka.
Zdobyła brązowy medal w sztafecie 4 × 100 metrów (w składzie: Joan Hendry, Sadowick, Patty Loverock i Stephanie Berto) oraz odpadła w eliminacjach biegu na 400 metrów na igrzyskach Brytyjskiej Wspólnoty Narodów w 1970 w Edynburgu. Na igrzyskach panamerykańskich w 1971 w Cali zajęła 4. miejsca w sztafecie 4 × 100 metrów i sztafecie 4 × 400 metrów oraz 6. miejsce w biegu na 400 metrów. Odpadła w eliminacjach biegu na 400 metrów na igrzyskach olimpijskich w 1972 w Monachium. Zdobyła brązowy medal w tej konkurencji na igrzyskach Konferencji Pacyfiku w 1973.
Zwyciężyła w biegu na 400 metrów i w sztafecie 4 × 400 metrów (w składzie: Margaret McGowen, Joanne McTaggart, Rachelle Campbell i Yakubowich), zdobyła brązowy medal w sztafecie 4 × 100 metrów (w składzie: Marjorie Bailey, Loverock, McTaggart i Yakubowich) oraz zajęła 6. miejsce w biegu na 200 metrów na igrzyskach panamerykańskich w 1975 w Meksyku. Na igrzyskach olimpijskich w 1976 w Montrealu zajęła 8. miejsce w sztafecie 4 × 400 metrów i odpadła w ćwierćfinale biegu na 400 metrów. Startując w reprezentacji Ameryk zajęła 5. miejsce w sztafecie 4 × 400 metrów (wraz z Jamajkami Jacqueline Pusey i Helen Blake oraz Kubanką Aurelią Pentón) w zawodach pucharu świata w 1977 w Düsseldorfie.
Była mistrzynią Kanady w biegu na 200 metrów w 1972 i 1975 oraz w biegu na 400 metrów w 1972.
Ustanowiła rekord Kanady w biegu na 400 metrów czasem 51,62 s uzyskanym 18 października 1975 w Meksyku. Dwukrotnie poprawiała rekord swego kraju w sztafecie 4 × 100 metrów (do wyniku 43,68 s uzyskanego 20 października 1975 w Meksyku) i także dwukrotnie w sztafecie 4 × 400 metrów (do wyniku 3:28,81 uzyskanego 30 lipca 1976 w Montrealu).
Rekordy życiowe Yakubowich:
- bieg na 200 metrów – 23,34 s (16 października 1975, Meksyk)
- bieg na 400 metrów – 51,62 s (18 października 1975, Meksyk)